# Buzludja
Buzludja este un vârf al Munților Balcani, Bulgaria având 1441 metri înălțime.
Pentru a comemora înființarea în 1891 a Partidului Social-Democrat din Bulgaria, precursorul Partidului Comunist Bulgar, regimul comunist bulgar a ridicat aici un monument care a fost inaugurat în 1981. Astăzi, edificiul se află în stare de degradare, fiind abandonat.

## Context istoric
Vârful Buzludja a fost martorul bătăliei decisive din 1868 dintre turci și trupele rebele bulgare conduse de Hagi Dumitru și Stefan Caragea.
Răsculații au fost învinși, iar liderii răscoalei s-au retras peste Dunăre în România. Astăzi, ei sunt considerați martiri ai luptei de eliberare anti-otomane.
Același teritoriu revine în istorie în 1891, când aici, Dimităr Blagoev pune bazele socialismului bulgar.

## Descriere monument

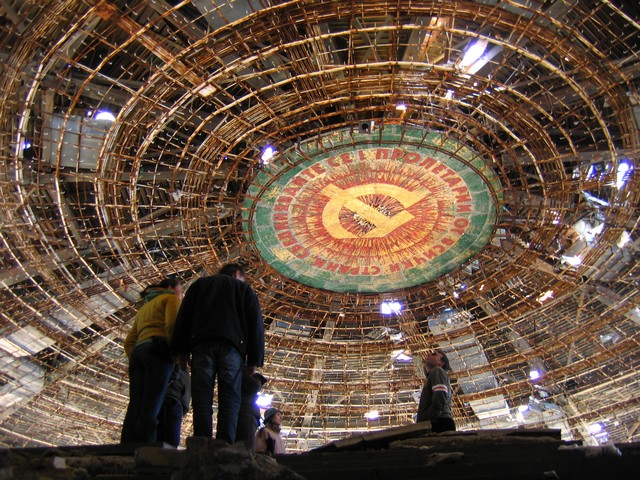
Cupola clădirii

Edificiul are forma unui dom de dimensiuni impresionante cu două săli circulare, ai cărei pereți sunt decorați peste 243 de metri pătrați de mozaic.
Cupola este înaltă de 15 metri, iar pe bolta acesteia, pe lângă simbolul comunismului, secera și ciocanul, se află inscripționat: "Proletari din toate țările, uniți-vă!".
În spate se află un pilon de 70 de metri înălțime și care simbolizează steagul comunist.

## Situația actuală a edificiului
Monumentul a fost inaugurat în 1981, la aniversarea a 1300 de ani de la înființarea statului bulgar și a atras mulți vizitatori.
După 1989, odată cu căderea comunismului, responsabilitatea pentru întreținerea clădirii este pasată între guvern, prefectură și primăria orașului Stara Zagora, astfel că aceasta ajunge într-o stare avansată de degradare.
Totuși, în fiecare an, la sfârșit de iulie, simpatizanții Partidului Socialist se adună aici pentru aniversarea partidului.